# Poliziesco
Il poliziesco è il genere, non solo letterario, che con il giallo più si è identificato nel corso degli anni, infatti negli altri sottogeneri o derivati del giallo (ad esempio il thriller o la spy story), il racconto delle indagini svolte non ha la stessa importanza fondamentale che ha nel poliziesco, dove invece quasi tutto è imperniato su questo elemento. Questo ampio genere letterario viene indicato in lingua inglese con il termine detective fiction, per evidenziare la presenza nel racconto di uno o più investigatori (dilettanti o professionisti) che svolgono un'indagine su un crimine.

## Il genere poliziesco
(Ronald Knox Best Detective Stories, 1939)
Gli elementi principali che contraddistinguono il poliziesco sono:
- un delitto (di qualsiasi natura) compiuto o in corso
- uno o più investigatori
- le indagini sul crimine svolte con sistemi scientifici
- lo scioglimento finale dell'intreccio

Di norma la storia poliziesca narrata si conclude nel momento in cui terminano le indagini sul crimine. Il genere poliziesco non raccoglie solo i romanzi in cui le indagini sono condotte direttamente dalla polizia, o da un investigatore "dilettante" che adotta i sistemi tipici della polizia, ma anche quelli in cui la vicenda è rappresentata come sfida alle forze dell'ordine. In ambito anglosassone ci si riferisce a questo particolare ed ampio sottogenere del giallo con il termine detective fiction o detective story.
Proprio perché racconti d'indagine con metodi di polizia, anche molti romanzi del sottogenere deduttivo possono quindi essere classificati come polizieschi.
Volendo applicare una suddivisione netta fra i sottogeneri del giallo, appartengono al filone del poliziesco tutte le storie d'indagine con un antefatto delittuoso e con un'attività di ricerca per scoprirne l'autore, ed in particolare:
- giallo deduttivo
- hard boiled
- noir
- police procedural

Esistono altre possibili classificazioni del genere poliziesco, fra queste quella fornita dal critico bulgaro Cvetan Todorov, per il quale nella detective fiction esistono 3 principali sottogeneri fra loro correlati:
- Whodunit (il classico giallo deduttivo)
- Thriller
- Suspense

Secondo Todorov a partire dalle regole del giallo deduttivo è possibile definire le caratteristiche del genere detective fiction, dato che sia il thriller sia il suspense sono sottogeneri derivati dal whodunit. Il whodunit presenta due storie, la storia di un crimine e la storia di un'indagine, e queste due storie - nella forma più pura di giallo deduttivo - non hanno nulla in comune: dove finisce la prima inizia la seconda.

## Storia del poliziesco

### Le origini
Essendo il poliziesco il primo e più antico fra i sottogeneri del giallo, la storia del poliziesco in gran parte coincide con la storia del giallo.

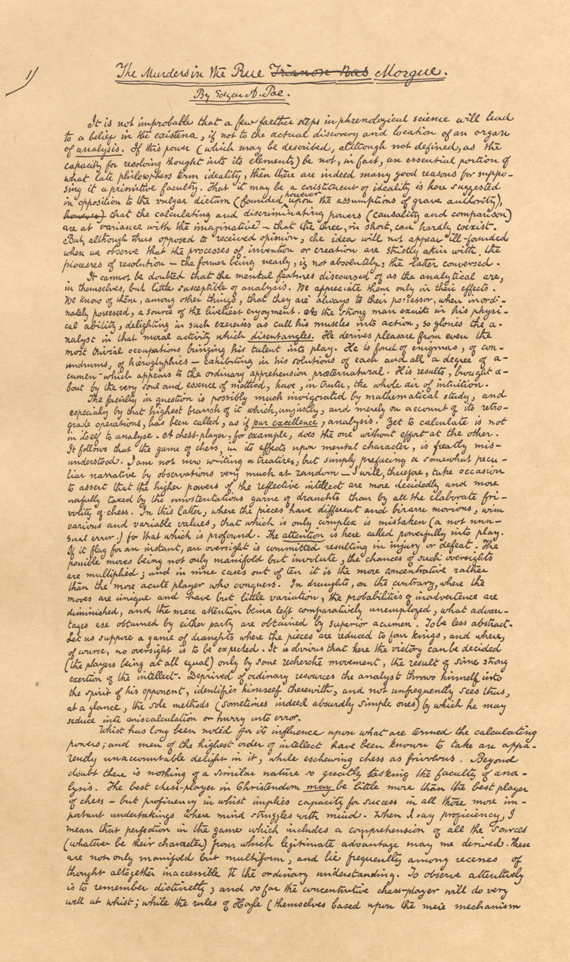
Facsimile del manoscritto originale di Edgar Allan Poe I delitti della Rue Morgue, in cui appare per la prima volta C. Auguste Dupin

Al di fuori della letteratura occidentale esiste anche un'antica tradizione cinese di detective stories che comprende i romanzi Bao Gong An (in cinese 包公案) e Di Gong An (in cinese 狄公案) del XVIII secolo. Il secondo dei due è stato tradotto in inglese dal sinologo olandese Robert van Gulik, che riutilizzò in seguito anche lo stile ed i personaggi per scrivere una serie originale di romanzi con protagonista il giudice Dee. L'investigatore in questi romanzi è un giudice o un altro pubblico ufficiale basato comunque su un personaggio storico, quali ad esempio il giudice Bao (Bao Qingtian) o il giudice Dee (Di Renjie). Sebbene i personaggi storici sono vissuti in periodi precedenti (ad esempio durante i periodi delle dinastie Song o Tang) i romanzi sono spesso ambientati durante i successivi periodi Ming o Qing.
Nel 1557 viene pubblicata a Venezia la traduzione di Cristoforo Armeno in italiano di un testo in lingua persiana, Peregrinaggio di tre giovani figliuoli del re di Serendippo, un racconto che presenta alcuni elementi tipici del poliziesco e che a sua volta ispirò Voltaire per il racconto Il cane e il cavallo contenuto in Zadig del 1748.
Elementi che apparterranno al poliziesco si ritrovano anche nei romanzi gotici, genere molto in voga fra XVIII e XIX secolo. Risale alla fine del XVIII secolo il romanzo Caleb Williams (Things as They Are or The Adventures of Caleb Williams, 1794) dell'inglese William Godwin (1756-1836) che, sebbene non sia un poliziesco in senso moderno, presenta numerosi temi ricorrenti del genere: il delitto non spiegato, la fuga e l'inseguimento, l'indagine su basi psicologiche ed un epilogo a sorpresa. Uno dei più vicini precursori di Poe può essere considerato l'inglese Edward Bulwer-Lytton (1803-1873), che introduce nelle trame di alcuni dei suoi romanzi (ad esempio Pelham: or The Adventures of a Gentleman del 1828, The Disowned del 1829, Paul Clifford del 1830 e Eugene Aram del 1832) misteri da risolvere e criminali.

### L'Ottocento
Sebbene il norvegese Maurits Hansen abbia scritto nel 1839 Mordet på Maskinbygger Rolfsen (L'assassinio del motorista Rolfsen), romanzo dalla struttura poliziesca che può essere considerato la prima detective story, l'origine ufficiale del genere tradizionalmente viene fatta coincidere con il racconto del 1841 I delitti della Rue Morgue di Edgar Allan Poe.
In questo e nei successivi racconti Il mistero di Marie Roget e La lettera rubata il protagonista è Auguste Dupin, il primo vero investigatore della storia della letteratura che diventerà l'archetipo per tutti i futuri investigatori della storia del giallo. Ispirati dallo Zadig di Voltaire e dalle memorie di Eugène-François Vidocq, i racconti con Auguste Dupin segnano l'inizio della storia del giallo deduttivo, che per circa un secolo è stato il genere poliziesco di maggior successo, in particolare fra il 1920 ed il 1940, epoca chiamata in seguito Età d'oro del giallo.

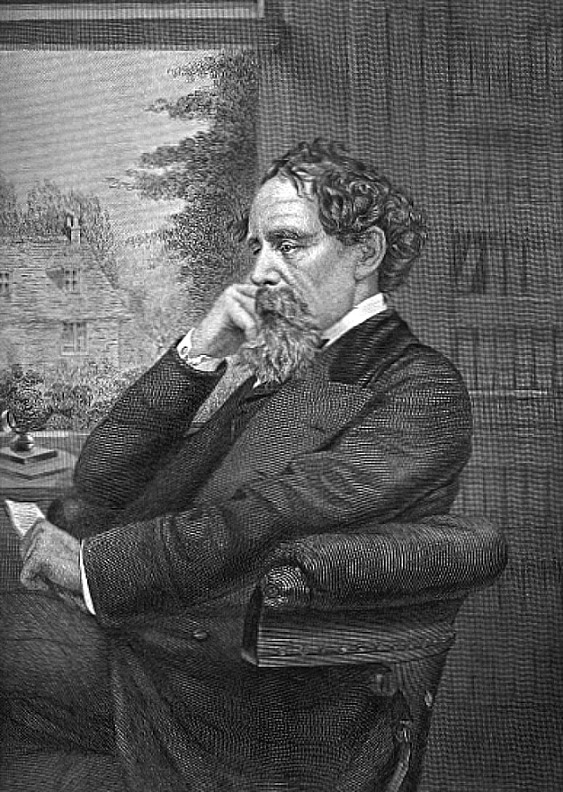
Charles Dickens,
autore de Il mistero di Edwin Drood

Altri esempi di indagini e situazioni tipiche del poliziesco si ritrovano nei romanzi degli autori inglesi Charles Dickens, soprattutto in Casa Desolata del 1853 ed Il mistero di Edwin Drood del 1870, rimasto incompiuto, e Wilkie Collins, in particolare La donna in bianco del 1859 e La pietra di Luna del 1868. Il nuovo genere si diffonde negli stessi anni anche al di fuori dell'ambito anglosassone: l'italiano Francesco Mastriani nel 1852 pubblicò a puntate il romanzo d'appendice Il mio cadavere, in cui compare la figura di un medico investigatore, il dottor Weiss; in Francia con i romanzi di Émile Gaboriau (fra cui L'affare Lerouge del 1863 ed Il dramma d'Orcival del 1867) e nei quali indaga Lecocq, poliziotto della Sûreté, creato anch'egli sul calco di Dupin. Anche nella letteratura russa si trovano esempi di poliziesco in senso lato, si pensi ad esempio al romanzo Delitto e castigo di Fëdor Dostoevskij che, pur non essendo in sé un vero e proprio giallo, contiene tuttavia al suo interno una vera e propria indagine poliziesca intorno al delitto perpetrato. Famosa per essere stata una delle più prolifiche autrici di romanzi gialli, ma anche una delle prime autrici di romanzi gialli nella seconda metà dell'Ottocento, nonché fra le prime a descrivere le vicende dal punto di vista dell'investigatore, è stata la scrittrice irlandese, naturalizzata australiana, Mary Fortune.
Alla fine dell XIX secolo la popolarità del poliziesco continua a crescere, non solo in Europa ma anche negli Stati Uniti dove, accanto ai romanzi di Anna Katharine Green fra cui Il caso Leavenworth del 1878, viene pubblicato nel 1886 The Old Detective's Pupil il primo dei romanzi dedicati al detective Nick Carter, un giallo che dà inizio a una serie molto popolare al limite della mercificazione ed opera di numerosi autori che adoperavano lo pseudonimo comune di Nicholas Carter.
Evento fondamentale e momento di svolta nella storia del poliziesco è la creazione nel 1887 da parte di Arthur Conan Doyle di Sherlock Holmes, il più famoso fra gli investigatori della letteratura, una figura "mitica" che ha superato i limiti del genere giallo. Sherlock Holmes, per il suo immediato e duraturo successo, si impone come modello di investigazione per tutti gli altri autori di polizieschi negli anni seguenti: ad esempio fra i più celebri epigoni di Holmes ci sono Hercule Poirot (il primo romanzo è del 1920), Philo Vance (1926), Ellery Queen (1929) e Nero Wolfe (1934).
Qualche anno dopo viene pubblicato con enorme successo in Gran Bretagna Il grande mistero di Bow (The Big Bow Mystery, 1891) un romanzo di Israel Zangwill che rappresenta una pietra miliare nella storia del poliziesco, dato che probabilmente è il primo vero mistero della camera chiusa, ossia un delitto apparentemente insolubile compiuto all'interno di una camera trovata chiusa. Questo particolare genere di enigma diverrà molto popolare nei decenni seguenti durante l'epoca d'oro del giallo classico, soprattutto grazie alle storie di John Dickson Carr (Le tre bare del 1935), Anthony Boucher (Tre volte sette del 1937) e Clayton Rawson (Morte dal cappello a cilindro del 1938).

### Il Novecento
Il nuovo secolo inizia con lo straordinario e duraturo successo, prima in Gran Bretagna poi nel resto del mondo, ottenuto delle storie poliziesche di Edgar Wallace (1875-1932), a partire dal primo romanzo I quattro giusti (The Four Just Men del 1905), che per alcuni aspetti può essere considerato il prototipo del moderno thriller. I polizieschi di Wallace non rispettano alla lettera le regole e gli schemi fissati da Conan Doyle, dato che in essi alla narrazione dell'investigazione si mescolano elementi appartenenti a generi differenti, quali l'avventura ed il feuilleton.

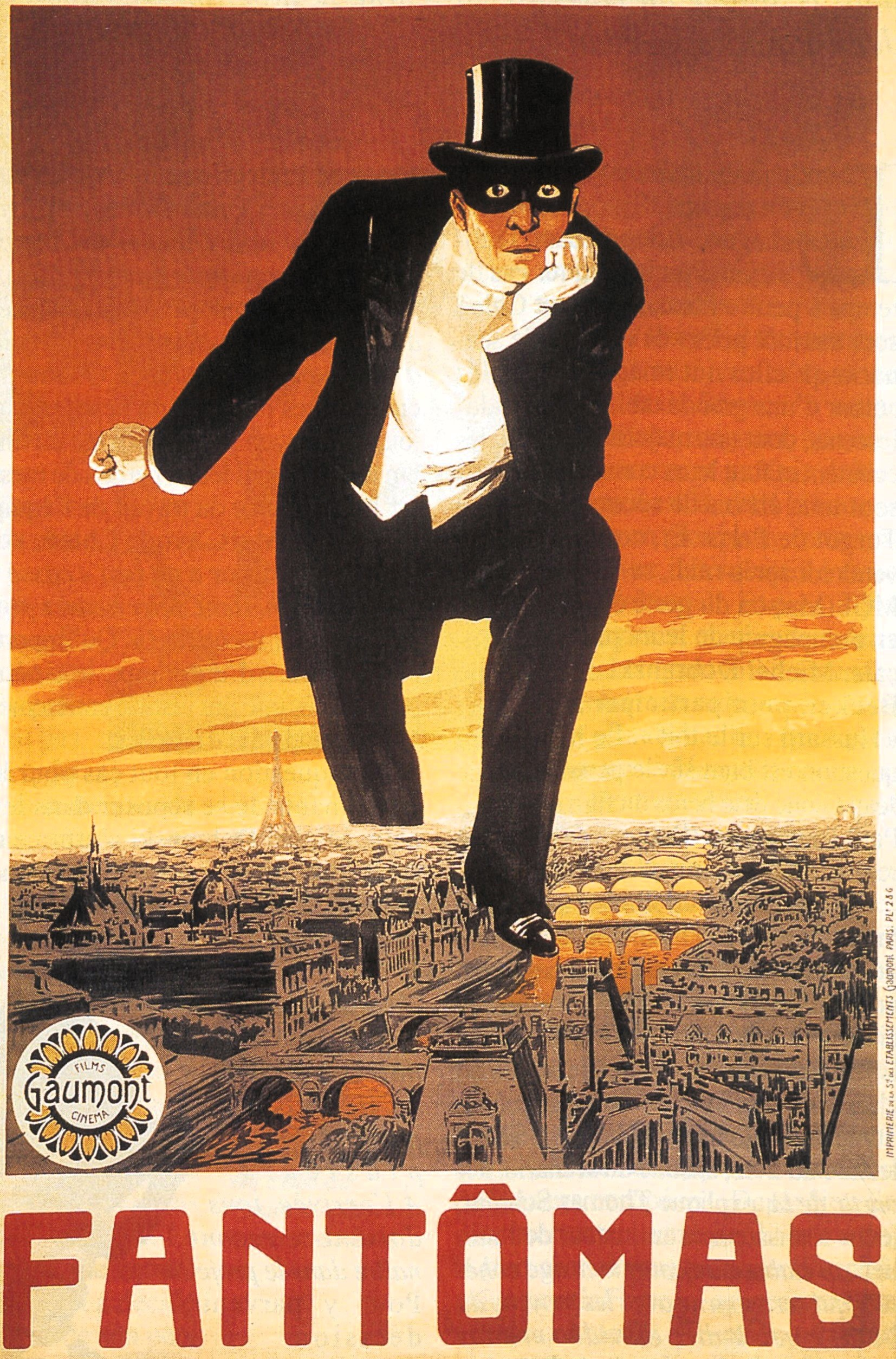
Locandina del primo film dedicato a Fantômas, il genio del male

Non c'è solo Wallace a portare diverse novità nel genere, fra i numerosi scrittori attivi in questo periodo ci sono Richard Austin Freeman (1862-1943), con le storie del dottor Thorndyke (il primo romanzo è L'impronta scarlatta del 1907), campione di detection scientifica; lo statunitense Jacques Futrelle con il suo investigatore il professor Augustus F.X. Van Dusen, alias la macchina pensante, (The Thinking Machine, titolo della raccolta di racconti, è del 1907); Mary Roberts Rinehart (1876-1958), prima autrice di gialli psicologici (famoso il suo La scala a chiocciola del 1908); ed il francese Gaston Leroux (1868-1927), creatore del giornalista-detective Rouletabille (esordio letterario Il mistero della camera gialla del 1908) e autore anche del celeberrimo Il fantasma dell'Opera (1911), romanzo che si spinge ben oltre i confini del poliziesco.
Sempre in Francia negli stessi anni fa la sua comparsa Arsène Lupin, il ladro-gentiluomo, quasi un alter ego di Sherlock Holmes ed esattamente come lui destinato a rimanere nell'immaginario collettivo. Lupin, creato nel 1905 da Maurice Leblanc (1864-1941), ed ancora legato alla tradizione del feuilletton, nel corso dei successivi decenni apparirà in numorosi racconti, romanzi ed opere teatrali; le sue avventure proseguiranno anche dopo la morte di Leblanc grazie ad altri scrittori (fra cui la coppia Pierre Boileau e Thomas Narcejac) e passeranno anche al cinema, alla televisione ed ai fumetti. Strettamente legato a Lupin ed alle sue atmosfere è Fantômas, il genio del male creato dalla coppia M. Allain e P. Souvestre ed apparso per la prima volta nell'omonimo romanzo nel 1911.
Altro scrittore fondamentale dell'"epoca eroica" del poliziesco è l'inglese Gilbert Keith Chesterton (1874-1936), autore dell'articolo Difesa del romanzo poliziesco, all'interno del saggio The Defendant (1901), del romanzo L'uomo che fu Giovedì (1907) e di una serie di antologie di racconti dedicati al mite Padre Brown, prete cattolico e detective dilettante che si affida più all'intuizione che alla deduzione sherlockiana per risolvere i casi. L'opera di Chesterton, importante al di là dei confini di genere, fu ammirata da numerosi intellettuali fra cui Jorge Luis Borges, Ernest Hemingway, Graham Greene e Franz Kafka. Da ricordare per l'originalità della trama è il romanzo La vedova del miliardario (Trent's Last Case, 1913) di Edmund Clerihew Bentley (1875-1956).

### L'età d'oro del giallo classico (1920-1940)
Nel periodo compreso fra le due guerre mondiali (1920-40), il genere di storie poliziesche più popolari (principalmente nei paesi anglosassoni, ma anche nel resto del mondo) era una detective story nella quale un investigatore - di solito, ma non sempre, un dilettante esterno alla polizia - conduce delle indagini su un delitto avvenuto in circostanze misteriose in un ambiente "chiuso", delitto presumibilmente commesso da qualcuno appartenente ad un numero limitato di sospetti. Tale genere di storia poliziesca è nota come giallo classico (o giallo deduttivo, whodunnit in inglese). Nel giallo classico di solito lo scrittore narra la storia dal punto di vista di un testimone degli eventi che non riesce a seguire i percorsi logici e deduttivi dell'investigatore alle prese col mistero, conducendo così in valutazioni errate il lettore, il quale alla fine della storia sarà inevitabilmente sorpreso dalla spiegazione dei dettagli del delitto.
Benché anche le storie di Sherlock Holmes e dei suoi immediati epigoni si possano catalogare come gialli deduttivi, il termine più propriamente si riferisce alle storie del cosiddetto periodo d'oro, storie presentate anche come sfida intellettuale fra scrittore e lettore e per le quali valevano quindi un insieme di regole da rispettare (fra queste ci sono il Decalogo di Ronald Knox e le Venti regole per scrivere romanzi polizieschi di S. S. Van Dine).

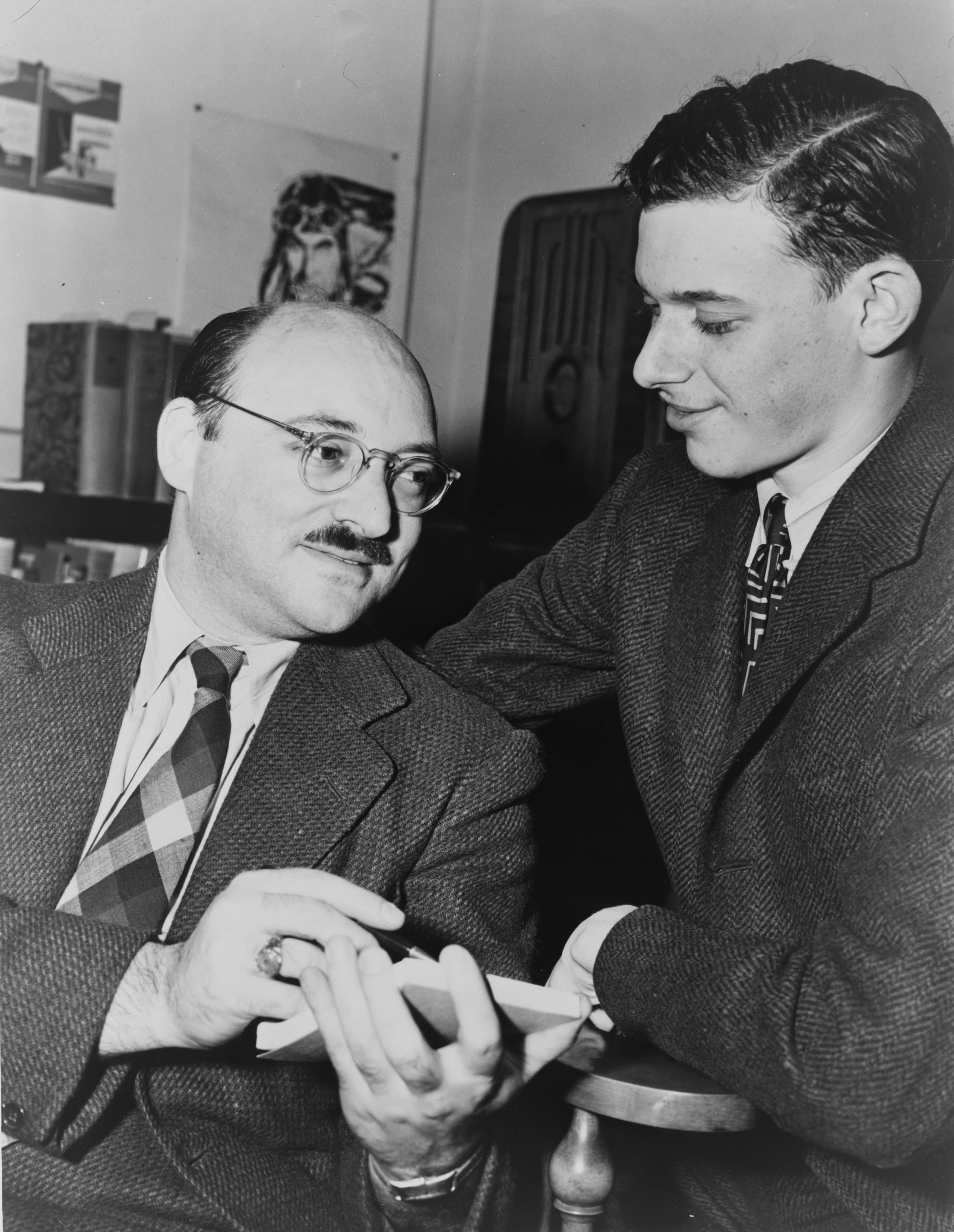
Frederic Dannay (uno dei due autori che si firmavano Ellery Queen) e lo scrittore James Yaffe (a destra) in una foto del 1943

Figura principale di questo periodo d'oro e del giallo classico in generale è Agatha Christie (1890-1976), detta la regina del giallo, inesauribile creatrice di romanzi-enigma che continuano a riscuotere, a distanza di numerosi anni dalla pubblicazione, grande successo in tutto il mondo. La sua attività letteraria inizia nel 1920 con il romanzo Poirot a Styles Court, prima indagine di Hercule Poirot, ispettore di polizia belga in pensione ed investigatore dalle formidabili capacità deduttive. Negli anni seguenti la Christie crea altri famosi detective, fra cui l'anziana Miss Marple (La morte nel villaggio del 1930) e la coppia Tommy e Tuppence (Avversario segreto del 1922, un mix fra spy-story e poliziesco), personaggi che ritorneranno regolarmente nel corso dei decenni a venire. Alcune storie della Christie non prevedono la presenza di un detective tradizionale e si concentrano sul mistero, fra queste da ricordare il celeberrimo Dieci piccoli indiani del 1940, probabilmente il primo romanzo che tratta di omicidi in serie. Il 1920 è anche l'anno dell'esordio letterario di un altro grande autore britannico del periodo d'oro, vale a dire l'irlandese Freeman Wills Crofts (1879-1957), che pubblica I tre segugi, un poliziesco che non punta a stupire il lettore con colpi di scena e con le qualità deduttive del detective, e che invece propone un'indagine attenta e meticolosa.
Accanto alla Christie si affermano numerose altre scrittrici di polizieschi di provenienza britannica, fra cui Dorothy L. Sayers (1893-1957), creatrice dell'aristocratico Lord Peter Wimsey (Peter Wimsey e il cadavere sconosciuto del 1923), Ngaio Marsh (1895-1982), Margery Allingham (1904-1966), Georgette Heyer (1902-1974) e Josephine Tey (1896-1952). Negli Stati Uniti fa il suo esordio letterario Mignon G. Eberhart (1899-1996), autrice in sessanta anni di numerosi polizieschi basati sul tema ricorrente della "eroina in pericolo" (primo romanzo Patient in Room 18 del 1929).
Il giallo enigma riscuote enorme successo anche negli Stati Uniti: nel 1926 appare La strana morte del signor Benson (The Benson Murder Case), prima indagine del raffinato Philo Vance; tre anni dopo esordisce Ellery Queen, nel doppio ruolo di scrittore ed investigatore. Il personaggio Ellery Queen, inizialmente presentato dai suoi autori quasi come un alter ego di Philo Vance - nel romanzo La poltrona n. 30 (The Roman Hat Mystery, 1929) e nei successivi scritti negli anni '30 - nel corso degli anni acquisirà un suo carattere originale.
Un altro fondamentale autore statunitense di nascita ed inglese di adozione è John Dickson Carr (1906-1977). Carr, creatore di Gideon Fell (Il cantuccio della strega, 1933) e Sir Henry Merrivale (La casa stregata, 1934) ed autore anche di gialli storici, dedicò tutta la sua attività letteraria ad ideare sempre nuove ed ingegnose soluzioni al problema del delitto impossibile.

### La scuolahard boiled
Negli Stati Uniti verso la fine degli anni venti del Novecento, il periodo della grande depressione e del proibizionismo, il periodo di Al Capone e dei gangster, hanno grande successo le cosiddette riviste pulp, fra cui la celebre Black Mask. Le riviste pulp pubblicano storie "semplici" e violente, non ci sono enigmi impossibili ma storie di crimini, criminali e poliziotti che usano quasi gli stessi sistemi. Da queste storie e dalle loro atmosfere trae origine la grande svolta letteraria nel poliziesco con l'avvento del genere hard boiled, grazie ad autori come Dashiell Hammett (1894-1961), Raymond Chandler (1888-1959), Jonathan Latimer (1906-1983), Ross Macdonald (1915-1983) e Mickey Spillane (1918-2006).
Hammett, egli stesso detective dell'Agenzia Pinkerton e già autore di racconti per Black Mask, nel 1929 scrive il romanzo Piombo e sangue, dove il protagonista è Continental Op, un investigatore privato (un private eye), alle prese sì con un delitto, ma che deve confrontarsi soprattutto con un ambiente di criminali, mentre nel 1930 esce Il falcone maltese, prima avventura del personaggio più celebre di Hammett, il detective privato Sam Spade.
Il grande continuatore dell'opera di Hammett è Raymond Chandler, anch'egli scrittore per Black Mask ed autore di pochi ma fondamentali romanzi, fra cui Il grande sonno (1939), Addio mia amata (1940) ed Il lungo addio (1953). Rispetto ad Hammett, lo stile di Chandler è più raffinato e misurato e l'atmosfera delle sue storie ha un fondo di malinconia che si adatta benissimo al carattere di Philip Marlowe, l'investigatore solitario e disincantato protagonista dei suoi romanzi.
La scuola hard boiled riscuote successo anche al di fuori degli Stati Uniti, e ciò porta anche autori formatisi lontano dall'ambiente americano ad adottare per le proprie storie quello stile: un esempio è il britannico James Hadley Chase (1906-1985) che in più di quaranta anni di carriera letteraria - cominciata con il celebre Niente orchidee per miss Blandish (No Orchids For Miss Blandish) del 1939 - descrive crimini e criminali di un'America violenta mai conosciuta di persona. Anche un "autore classico" come Ellery Queen, a partire dagli anni sessanta, per adeguarsi alla nuova tendenza ed ai mutati gusti dei lettori, inizia a pubblicare un gran numero di romanzi hard boiled, in realtà scritti da altri autori.
Una voce nuova ed originale nel panorama poliziesco è stata quella dello statunitense Donald E. Westlake (1933-2008), anch'egli legato alla scuola hard boiled, sceneggiatore e autore sia di polizieschi violenti narrati dalla parte del criminale (Anonima carogne del 1962, primo romanzo del lungo ciclo dedicato al rapinatore Parker, firmato da Westlake con lo pseudonimo Richard Stark) sia di gialli più leggeri e ricchi di umorismo (Ma chi ha rapito Sassi Manoon? del 1968, Gli ineffabili cinque del 1970 e La danza degli aztechi del 1975).
Appartengono al classico hard boiled anche le indagini dello scalcinato detective privato Toby Peters, apparso per la prima volta nel 1977 nel romanzo Una pallottola per Erroll Flynn dello scrittore statunitense Stuart M. Kaminsky (1934-2009). I 24 romanzi con Toby Peters sono ambientati nella Los Angeles anni quaranta ed ogni indagine coinvolge uno o più personaggi famosi dell'epoca d'oro del cinema hollywoodiano.

### Noir e Police procedural
Le storie, il linguaggio e lo stile della scuola hard boiled, la scuola dei duri, portano a una svolta nella storia del poliziesco che tutti i nuovi autori, anche quelli più legati al genere deduttivo, terranno presente.
Ad esempio i romanzi gialli di impianto classico dello scrittore statunitense Rex Stout (1886-1975), scritti nell'arco di quaranta anni fra il 1934 (La traccia del serpente) ed il 1975 (Nero Wolfe apre la porta al delitto), raccontano le brillanti indagini del corpulento ed ironico Nero Wolfe, investigatore privato assolutamente sui generis. Nero Wolfe svolge le sue indagini su delitti meno complicati di quelli raccontati ad esempio nei romanzi di S.S. Van Dine o di Ellery Queen e si avvale del fondamentale aiuto di Archie Goodwin, personaggio che riprende per alcuni aspetti la figura del detective delle storie hard boiled.
Direzione completamente diversa è invece quella scelta da Cornell Woolrich (1903-1968), anch'egli autore per le riviste pulp fin dal 1934 (Death Sits in a Dentist's Chair per Detective Fiction Weekly). Nelle sue opere Woolrich utilizza in maniera molto personale sia spunti hard boiled sia elementi più classici per creare un nuovo genere, detto in seguito noir, nel quale dominano i temi angosciosi della morte, dell'uomo solo nella metropoli e dell'amore impossibile (fra i suoi romanzi sono da ricordare La sposa era in nero del 1940 e Vertigine senza fine del 1947).
Il poliziesco nel periodo tra le due guerre mondiali parla generalmente in inglese, anche se esistono delle importanti eccezioni che provengono dal piccolo Belgio, vale a dire Stanislas-André Steeman (1908-1970) e, soprattutto, Georges Simenon (1903-1989), il creatore del commissario Maigret (il primo romanzo è Pietro il Lettone del 1931), poliziotto caratterizzato da uno stile diverso da quello dei colleghi anglosassoni e che adotta metodi di indagine originali, basati sull'istinto, sull'intuito e sull'analisi psicologica dei sospetti, piuttosto che sullo studio degli indizi e sulle deduzioni logiche, come è "norma" nel giallo classico.
La fine della seconda guerra mondiale porta altre novità nel poliziesco, una fra le più importanti è il police procedural, filone iniziato ufficialmente nel 1945 con V as in Victim di Lawrence Treat e portato al grande successo dall'italo-americano Ed McBain (1926-2005) con il ciclo dedicato alle indagini dell'87º Distretto (primo romanzo L'assassino ha lasciato la firma del 1956). Il police procedural ha come obiettivo di mettere in evidenza i reali metodi di indagine della polizia e mette in grande risalto il lavoro di squadra piuttosto che l'abilità e le doti eccezionali di un singolo investigatore.
McBain non è solo l'autore dell'87º Distretto: nel corso della sua lunga carriera scrive anche numerosi romanzi hard boiled, fra cui Bocche di fuoco del 1976 e L'altra parte della città del 1989, e una nuova serie dedicata all'avvocato Matthew Hope, iniziata con L'altra donna (Goldilocks) del 1978.
Un grande successo internazionale ha ottenuto lo statunitense James Ellroy (1948) le cui opere non possono essere catalogate con una semplice etichetta: a partire da Prega detective del 1981 per arrivare ad American Tabloid (1995) ed alla cosiddetta tetralogia di Los Angeles (1987-1992) Ellroy non solo racconta storie di criminali e poliziotti, ma si propone di rileggere la storia americana attraverso questi fatti.

### Thriller e giallo storico
Nel secondo dopoguerra continua a crescere la popolarità del genere poliziesco anche al di là dei confini dei paesi anglo-sassoni: fanno il loro esordio nuovi scrittori le cui opere appartengono sia al genere tradizionale (classico deduttivo oppure hard-boiled), sia a generi considerati più moderni, come il thriller (dall'inglese to thrill, rabbrividire) connotato da una particolare carica di tensione.
Del 1962 è la prima avventura (Copritele il volto) dell'ispettore Adam Dalgliesh della scrittrice britannica P. D. James (1920-2014). Dalgliesh è una figura di poliziotto lontano dagli stereotipi del genere: nella finzione letteraria si presenta come un uomo dai modi gentili e dotato di grande sensibilità, oltre che famoso autore di numerosi volumi di poesie. Abbastanza simile al personaggio dell'ispettore Dalgliesh è la figura dell'ispettore Morse di Colin Dexter (1930), anch'egli britannico, la cui prima indagine, L'ultima corsa per Woodstock, è del 1975. Le storie di entrambi i detective sono state in seguito adattate in serial per la televisione.
Negli Stati Uniti le scuole hard-boiled e police-procedural si rinnovano passando attraverso le opere di Bill Pronzini (1943) - creatore del detective Senzanome, le storie di Matt Scudder scritte da Lawrence Block (1938), i polizieschi di Tony Hillerman (1925-2008), che aggiunge il tema etnico ai suoi romanzi nei quali indagano poliziotti appartenenti alla Navajo Tribal Police e i romanzi di Michael Connelly (1956) - creatore del detective Harry Bosch - la cui opera trae ispirazione anche da Raymond Chandler e Ross Macdonald.
Una svolta più radicale nel poliziesco americano la portano James Crumley (1939-2008) ed Edward Bunker (1933-2005). Crumley scrive hard-boiled estremamente violenti, fra cui il memorabile L'ultimo vero bacio del 1978, mentre il poliedrico Bunker, scrittore, attore e produttore cinematografico, porta il suo passato di criminale e la sua esperienza in carcere nei suoi romanzi (Come una bestia feroce del 1973 e Animal Factory del 1977).
Anche i polizieschi di Joe R. Lansdale, autore del ciclo di Hap & Leonard iniziato con Una stagione selvaggia del 1990, si discostano dalle strutture convenzionali, trattando anche argomenti inattesi, quali ad esempio la pedofilia e l'omosessualità. L'opera di Landsale si caratterizza per la presenza di crude descrizioni della realtà del Texas, però gli aspetti violenti, macabri e assurdi sono mitigati dall'umorismo.
L'ampio successo in termini di vendite e popolarità ottenuto dal thriller, un genere derivato dal poliziesco ma che non limita le sue ambientazioni alle storie prettamente di indagini, si riflette nei nuovi filoni del giallo letterario, fra cui il legal thriller (Il socio del 1991 di John Grisham) e le storie sui delitti dei serial killer (da ricordare Il silenzio degli innocenti del 1988 di Thomas Harris ed Il collezionista di ossa del 1997 di Jeffery Deaver).
A partire dagli anni 70 del XX secolo si è affermato ed è divenuto popolare il giallo storico, una variante del giallo di impianto classico, caratterizzata da un'ambientazione storica. Fra i numerosi autori che hanno pubblicato con successo gialli storici si ricordano Ellis Peters (1913-1995), Paul Doherty (1946) e Steven Saylor (1956).
Tra gli autori più recenti va ricordata Anne Perry (1938), autrice di due serie di gialli storici ambientati nella Londra della seconda metà del XIX secolo, una dedicata all'ispettore Thomas Pitt (primo romanzo Il boia di Cater Street del 1979), l'altra all'ispettore William Monk (primo romanzo Il volto di uno sconosciuto del 1990).

## Le scuole nazionali

### Il poliziesco in Italia
Come già detto a proposito delle origini del genere, l'esempio più antico nella letteratura in italiano di un racconto con elementi di poliziesco (in senso lato) può essere considerato Peregrinaggio di tre giovani figliuoli del re di Serendippo, raccolta di novelle in persiano tradotta da Cristoforo Armeno e pubblicata a Venezia nel 1557.
Un altro romanzo precursore del poliziesco è Il mio cadavere di Francesco Mastriani, pubblicato nel 1853 dall'editore Rossi di Genova. Ma il primo vero romanzo poliziesco in Italia è il romanzo Il cappello del prete (1887) del milanese Emilio De Marchi (1851-1901), una storia delittuosa ambientata a Napoli e caratterizzata anche dal punto di vista psicologico. Rimasto in ombra nei successivi decenni, il giallo italiano ritrova nuova linfa grazie ai romanzi di Augusto De Angelis (1888-1944), creatore del commissario De Vincenzi della Squadra mobile (Il banchiere assassinato, 1935). Le storie del commissario De Vincenzi, alter ego italiano del commissario Maigret, non ebbero grande successo, anche per l'ostilità del regime fascista al genere giallo, considerato un prodotto della cultura anglo-sassone. Finalità propagandistiche e di ordine pubblico spinsero infatti il regime fascista a far "scomparire" il crimine dalle cronache dei giornali e dalla letteratura, tanto che nel 1943 si arrivò addirittura ad imporre il sequestro in Italia di "tutti i romanzi gialli in qualunque tempo stampati e ovunque esistenti in vendita", con la chiusura anche della famosa collana dei gialli Arnoldo Mondadori Editore, visti con sospetto come una sorta di istigazione a sovvertire l'ordine costituito, e perché in contrasto con l'immagine positiva e integra della società italiana che il regime intendeva veicolare.
Scritto subito dopo la fine della seconda guerra mondiale, il romanzo Quer pasticciaccio brutto de via Merulana (prima pubblicazione nel 1946, in volume nel 1957) di Carlo Emilio Gadda (1893-1973) è un poliziesco "sperimentale" che va al di là dei confini del genere: adoperando un linguaggio originale che mescola elementi dialettali e lingua colta, Gadda si serve del giallo come strumento per ritrarre la Roma del periodo fascista.
Ricorre alla tecnica del giallo anche il siciliano Leonardo Sciascia (1921-1989), che a partire dagli anni sessanta scrive numerosi romanzi polizieschi (fra cui Il giorno della civetta del 1960 e A ciascuno il suo del 1966). Nei "gialli" di Sciascia la verità non è mai semplice come sembra all'apparenza e la soluzione dell'enigma non ha una funzione consolatoria, come avviene quasi sempre nei gialli classici della tradizione e nel lettore rimane la sensazione di una "giustizia tradita".
Il primo autore italiano ad ottenere riconoscimenti anche al di là dei confini nazionali è stato Giorgio Scerbanenco (1911-1969), il cui esordio nel genere risale al 1940 con il romanzo Sei giorni di preavviso, primo di una serie di cinque romanzi dedicati ad Arthur Jelling, archivista della polizia di Boston. Il grande successo di Scerbanenco si deve ai romanzi dedicati a Duca Lamberti, il primo dei quali è Venere privata del 1966.
Del 1978 è il romanzo Il caso Kodra scritto da Renato Olivieri che apre la saga del commissario Ambrosio (portato sullo schermo da Ugo Tognazzi nel celebre film I giorni del commissario Ambrosio diretto da Sergio Corbucci). Caratteristiche di questi romanzi sono il linguaggio scarno ed immediato, le malinconiche atmosfere milanesi e l'originale figura del personaggio principale, un poliziotto anch'egli malinconico ed introverso, dotato di profonda umanità ed indulgenza nei confronti delle debolezze della natura umana, mascherate dietro l'apparente disincanto e cinismo.
Risale al 1980 Il nome della rosa, giallo storico di Umberto Eco ambientato nel Medioevo, senza dubbio il poliziesco italiano di maggior successo internazionale, tradotto in numerose lingue. Con questo romanzo Eco affronta per la prima volta la narrativa e costruisce sulla struttura del classico giallo deduttivo un'opera ricca di continui riferimenti alla semiotica, all'analisi biblica, agli studi medievali, alla politica ed alla filosofia. Appartengono al giallo storico anche numerosi romanzi di Danila Comastri Montanari, il primo dei quali è Mors tua del 1990, ambientato nella Roma imperiale e con protagonista-investigatore il senatore Publio Aurelio Stazio.
A partire dagli anni 80 del XX secolo comincia una stagione di rinnovata popolarità e fortuna della narrativa poliziesca italiana, segnata non solo dal successo - anche internazionale - della narrativa di Andrea Camilleri e del suo personaggio più fortunato, il commissario Montalbano, ma anche dall'affermazione di un buon numero di nuovi autori, ciascuno caratterizzato da uno stile personale, fra cui Carlo Lucarelli, Loriano Macchiavelli, Gianrico Carofiglio, Giorgio Faletti, Massimo Carlotto e Enrico Teodorani. Come ha evidenziato Giuliana Pieri, il "nuovo" poliziesco italiano difficilmente può essere limitato ai confini del genere di fattura "artigianale" e di evasione e rientra a pieno titolo nella letteratura italiana "senza etichette".

### Il poliziesco in Francia
Nel 1829 Balzac (1799-1850) pubblica Gli Sciuani (Les Chouans), un romanzo del ciclo la commedia umana che per certi aspetti preannuncia il poliziesco: in questo romanzo esordisce il personaggio di Corentin, presunto figlio naturale di Joseph Fouché, un poliziotto che assume anche il ruolo di agente segreto. Corentin ritorna anche nei successivi romanzi Une ténébreuse affaire, Splendeurs et misères des courtisanes e Les Petits Bourgeois.
Émile Gaboriau (1832-1873) pubblica nel 1863 il primo "vero" romanzo poliziesco francese, L'Affaire Lerouge, anche se a differenza del modello di Poe, l'opera di Gaboriau risente ampiamente dell'atmosfera melodrammatica tipica dei feuilletons del XIX secolo.
Negli anni seguenti, mentre nella narrativa anglosassone appare con Sherlock Holmes la figura del detective scientifico, razionale, quasi privo di emozioni e di vita familiare, in Francia i personaggi del poliziesco sono coinvolti in un continuo gioco di passioni e di ideologie. Da ricordare il detective Rouletabille di Gaston Leroux (1868-1927), che si ritrova ad indagare sulla storia della sua vita, ed il celeberrimo Arsène Lupin, il ladro gentiluomo creato nel 1905 da Maurice Leblanc (1864-1941). Alla medesima atmosfera ed ambientazione appartiene Fantômas, altro personaggio criminale creato nel 1911 dalla coppia Marcel Allain (1885-1969) e Pierre Souvestre (1874-1914), protagonista in un periodo di oltre cinquant'anni di 42 romanzi firmati prima dalla coppia Allain-Souvestre e poi dal solo Allain.
Il più importante autore del genere poliziesco in Francia è lo scrittore belga Georges Simenon (1903-1989), creatore del celeberrimo commissario Maigret, protagonista di decine di romanzi apparsi fra il 1931 ed il 1972. Maigret non somiglia al prototipo dell'investigatore del mondo anglosassone, in voga negli anni d'oro del giallo classico, è invece un uomo sanguigno dai gusti semplici, che usa un metodo personale basato sull'intuito per risolvere i delitti.
Totalmente diversi, per stile, contenuto ed atmosfera sono gli innumerevoli romanzi dedicati al commissario Sanantonio, pubblicati fra il 1949 ed il 2001 da Frédéric Dard (1921-2000), che hanno avuto un notevole successo anche fuori dalla Francia.
In anni più recenti ha ottenuto grande successo anche a livello internazionale l'opera della scrittrice Fred Vargas (1957), autrice di numerosi gialli con personaggi ricorrenti: da ricordare la serie dei Tre Evangelisti (fra cui Prima di morire addio del 1994) ed i romanzi dedicati al commissario Adamsberg della polizia di Parigi (L'uomo dei cerchi azzurri).
Appartiene invece al puro giallo classico l'opera letteraria dell'alsaziano Paul Halter (1956), considerato l'erede di John Dickson Carr per l'attenzione dedicata in tutti i suoi romanzi al delitto impossibile nelle sue diverse varianti.

### Il poliziesco in Svezia
Durante il XIX secolo e l'inizio del XX secolo la maggior parte dei polizieschi pubblicati in Svezia erano traduzioni dall'inglese, dal francese e dal tedesco.
Fra le prime opere originali in svedese vanno ricordate la novella Skällnora Qvarn del 1838 di Carl Jonas Love Almquist e i pastiches sherlockiani scritti da Sture Stig, pseudonimo di Oscar Wagman (1849-1913).
Subito dopo la prima guerra mondiale appare la prima grande generazione di scrittori svedesi di poliziesco: sono da ricordare Iwan Aminoff (1868-1928), Samuel August Duse (1873-1933), Axel Essén (1880-1951), Harold Johnson (1886-1936), Gosta Palmcrantz (1888-1978), Julius Regis (1889-1925), Gunnar Serner (1886-1947), Otto Witt (1875-1923) e Harald Wagner (1885-1925).
Risale alla metà degli anni sessanta il primo grande successo internazionale del poliziesco svedese, a seguito della pubblicazione dei dieci romanzi con il commissario Martin Beck di Stoccolma, scritti dalla coppia Maj Sjöwall-Per Wahlöö.
Altri importanti scrittori svedesi di poliziesco e noti a livello internazionale sono Henning Mankell (1948-2015), autore dei romanzi col commissario Kurt Wallander, Jens Lapidus (1974), autore della Trilogia di Stoccolma, e soprattutto Stieg Larsson (1954-2004), autore della trilogia bestseller Millennium, pubblicata postuma a partire dal 2005.

## Il poliziesco al cinema e in televisione

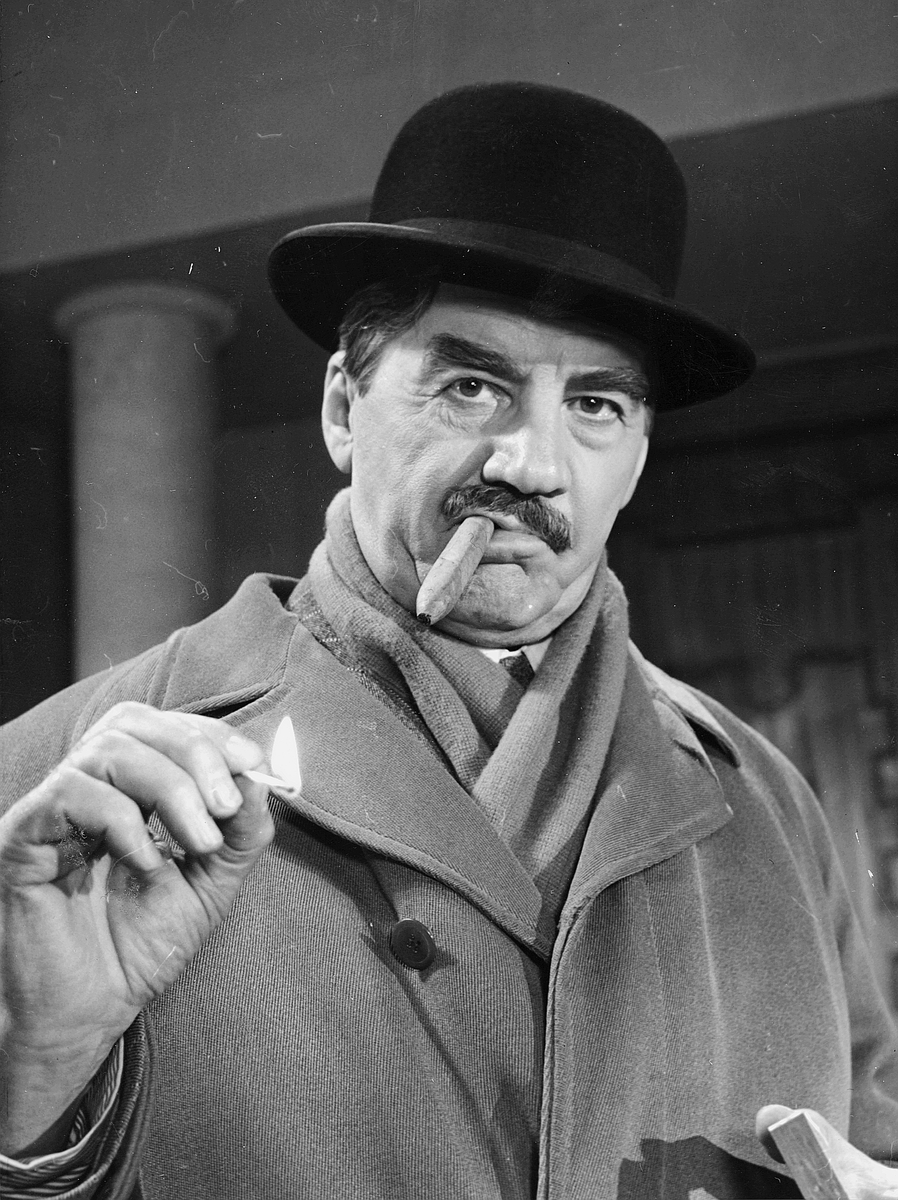
Commissario Frans J. Palmu, interpretato da Joel Rinne.

Dai racconti polizieschi sono stati tratti spesso plot per il cinema, la radio, la televisione e, meno frequentemente, per il teatro. In questo senso, questo tipo di letteratura ha generato una galleria pressoché sconfinata di personaggi, dal raffinato e sofisticato Philo Vance di S. S. Van Dine all'acuto Nero Wolfe di Rex Stout, dagli imperscrutabili Sam Spade di Dashiell Hammett e Philip Marlowe di Raymond Chandler, agli arguti Hercule Poirot e Miss Marple di Agatha Christie.
Alcuni personaggi, come il Commissario Maigret di Simenon, hanno ispirato svariate serie televisive in molti paesi europei (in Italia celebre quella interpretata da Gino Cervi). Anche il prete investigatore Padre Brown di Chesterton ha avuto diverse versioni televisive (quella italiana era interpretata da Renato Rascel).
Più strettamente televisive sono le serie dedicate alla giallista Jessica Fletcher, protagonista de La signora in giallo, al Tenente Colombo, a Kojak o al tedesco Derrick, senza dimenticare 87º Distretto, serie ideata dallo scrittore Evan Hunter, con lo pseudonimo di Ed McBain. Le serie più recenti che hanno riscosso successo televisivo sono molte: tra esse Law & Order, CSI - Scena del Crimine, Criminal Minds, NCIS - Unità Anticrimine, Monk, The Mentalist, Castle, Bones, The Shield e Starsky & Hutch. Alcune di queste hanno avuto partecipazioni di famosi scrittori (ad esempio Patricia Cornwell in Criminal Minds, Jerry Stahl in CSI, Kathy Reichs in Bones).
Nel fumetto Alan Moore firma Top 10, serie imperniata su un distretto di polizia in una città di supereroi.
Da alcuni anni in Italia sono state prodotte serie televisive poliziesche di successo popolare incentrate sull'attività dei corpi dei Carabinieri e della Polizia di Stato: Il commissario Montalbano (tratto dai romanzi di Camilleri), Linda e il brigadiere, Don Matteo, Il maresciallo Rocca, Carabinieri, Distretto di Polizia, La squadra, Donna detective, La nuova squadra, Squadra antimafia - Palermo oggi e Maltese - il romanzo del commissario.